# یامیلنگک-کولونگا
یامیلنگک-کولونگا (به لاتین: Jamielnik-Kolonia) یک روستا در لهستان است که در گمینا ستوچک ووکووسکی واقع شده‌است.